# Johannes Bah Kuhnke

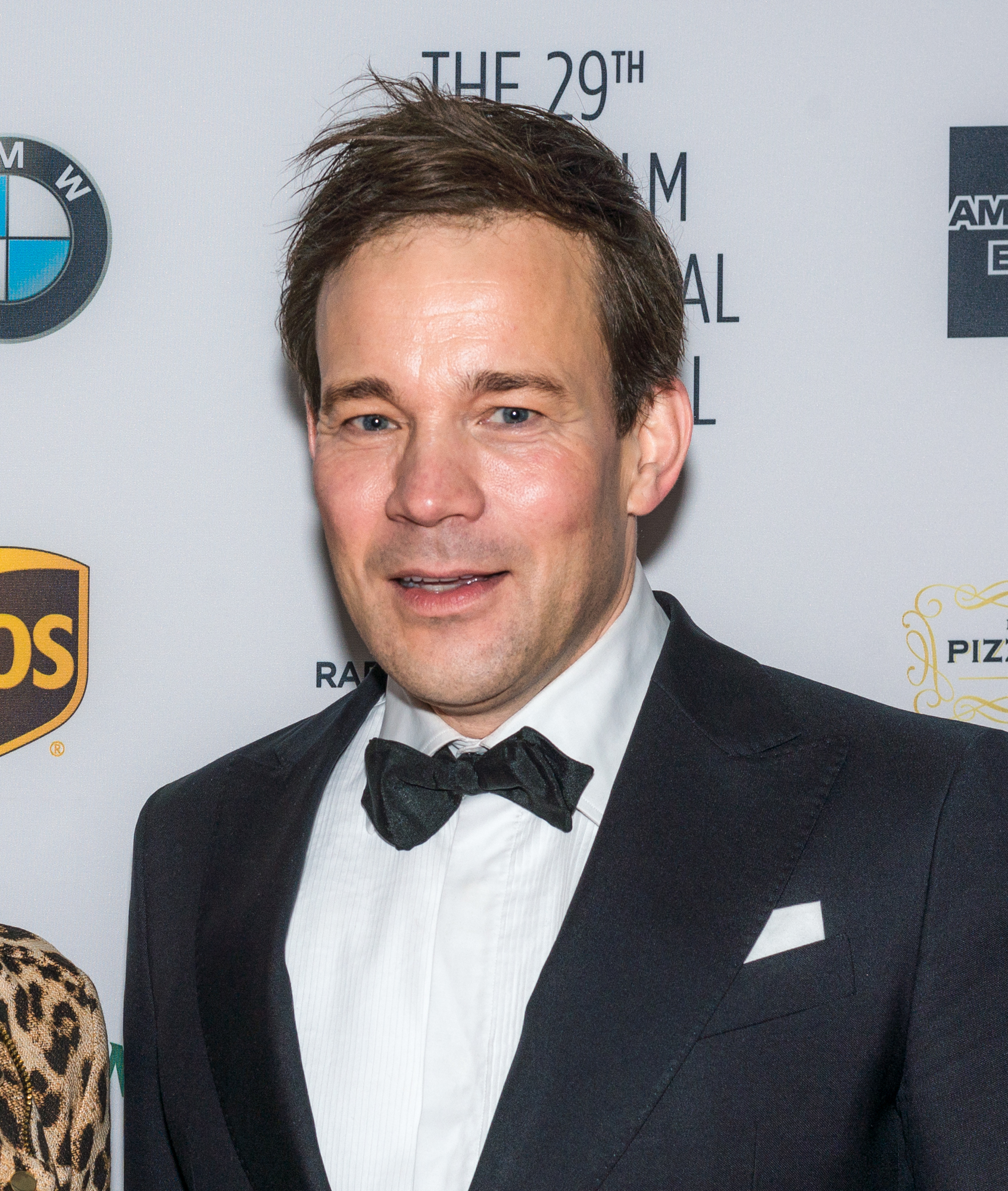
Johannes Bah Kuhnke (2018)

Kjell Dietrich Johannes Bah Kuhnke (* 17. April 1972 in Strömsund) ist ein schwedischer Schauspieler und Sänger. Er hat in mehreren Filmen mitgewirkt und erhielt 2014 internationale Aufmerksamkeit für seine Rolle in dem Film Höhere Gewalt. Im Jahr 2010 nahm er als Sänger am Melodifestivalen mit dem Lied „Tonight“ teil. Neben seiner Rolle in Film und Fernsehen spielte er in Theaterstücken wie Cabaret und The Jungle Book mit. Er ist mit der schwedischen Politikerin Alice Bah Kuhnke verheiratet.

## Biographie

### Herkunft
Johannes Bah Kuhnke wurde in Strömsund geboren. Er besuchte ein Theatergymnasium in Göteborg und anschließend die Teaterhögskolan in Malmö.

### Karriere
Er hat in Stücken wie Drei Musketiere, Hedwig und der zornige Zoll, Cabaret, Das Dschungelbuch und Die Hochzeit des Figaro am Stockholms Stadsteater mitgewirkt. Außerdem hat er am Backa Teater, Göteborgs Stadsteater, Malmö Stadsteater und Teater Tribunalen gespielt. In Film und Fernsehen hat Bah Kuhnke in Ella Lemhagens „Om inte“, dem Film Ögat, Järnvägshotellet, Älskade du, Så olika und Real Humans mitgewirkt. 2014 spielte er die Hauptrolle im Film Höhere Gewalt, bei dem Ruben Östlund Regie führte. Der Film wurde bei den Filmfestspielen von Cannes 2014 mit dem Preis der Jury ausgezeichnet und war auch Schwedens Kandidat für den Academy Award in der Kategorie Bester ausländischer Film. 2014 bewarb sich Bah Kuhnke für die Rolle des Jonas Hollander, dem Freund von Carrie Mathison in der fünften Staffel der Serie Homeland. Er bekam die Rolle nicht, stattdessen ging sie an den deutschen Schauspieler Alexander Fehling.
Bah Kuhnke nahm am Melodifestivalen 2010 mit dem Lied „Tonight“ teil. Der Song wurde im zweiten Halbfinale in Göteborg aufgeführt, wo er in der ersten Runde der Publikumsabstimmung ausschied. Im Jahr 2016 wird Bah Kuhnke eine der Hauptrollen in der TV3-Serie Black Widows an der Seite von Peter Stormare und Cissi Forss spielen.

## Leben

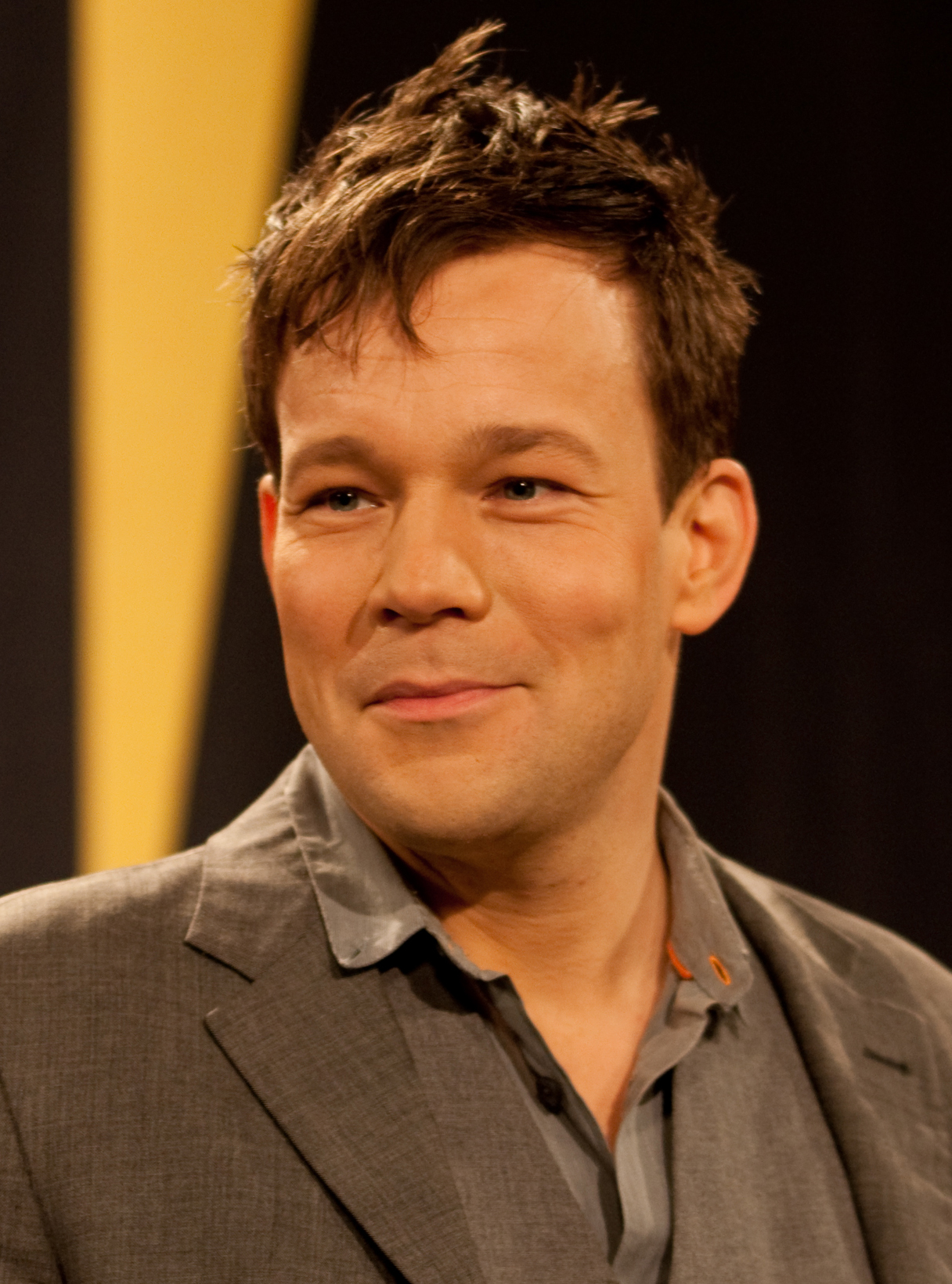
Johannes Bah Kuhnke (2009)

Johannes Bah Kuhnke ist seit 2003 mit der Politikerin Alice Bah Kuhnke verheiratet; das Paar hat drei gemeinsame Kinder. Das Paar lernte sich kennen, nachdem Alice das Theaterstück Das Bildnis des Dorian Gray in Malmö besucht hatte, in dem Johannes die Hauptrolle spielte.

## Filmographie
- 2001: Om inte
- 2003: Järnvägshotellet
- 2004: Albert Speer
- 2009: Verdict Revised – Unschuldig verurteilt (Oskyldigt dömd, Fernsehserie, eine Folge)
- 2012–2014: Real Humans – Echte Menschen (Äkta människor, Fernsehserie, 15 Folgen)
- 2013: Mankells Wallander: Abschied (Fernsehserie, eine Folge: Sorgfågeln)
- 2014: Höhere Gewalt (Turist)
- 2015: Der Kommissar und das Meer (Fernsehserie, eine Folge)
- 2016: Maria Wern, Kripo Gotland (Maria Wern, Fernsehserie, eine Folge)
- 2018: Die Brücke – Transit in den Tod (Bron, Fernsehserie, vier Folgen)
- 2018–2021: Jäger – Tödliche Gier (Jägarna, Fernsehserie, neun Folgen)
- 2018: The Rain
- 2019: Blinded (Fartblinda, Fernsehserie, vier Folgen)
- 2019: Die Spionin (Spionen)
- 2020: Liebe und Anarchie (Kärlek & Anarki, Fernsehserie, 11 Folgen)
- 2020: Thin Ice (Tunn Is, Fernsehserie, zehn Folgen)
- 2021: Tiger (Tigers)
- 2021: Red Dot